# Économie du Languedoc-Roussillon
L'économie du Languedoc-Roussillon (ancienne région administrative française depuis le 1er janvier 2016 et ayant fusionné avec la région Midi-Pyrénées) était fondée sur trois secteurs : l'agriculture, l'industrie et les services notamment grâce au tourisme.

## Agriculture

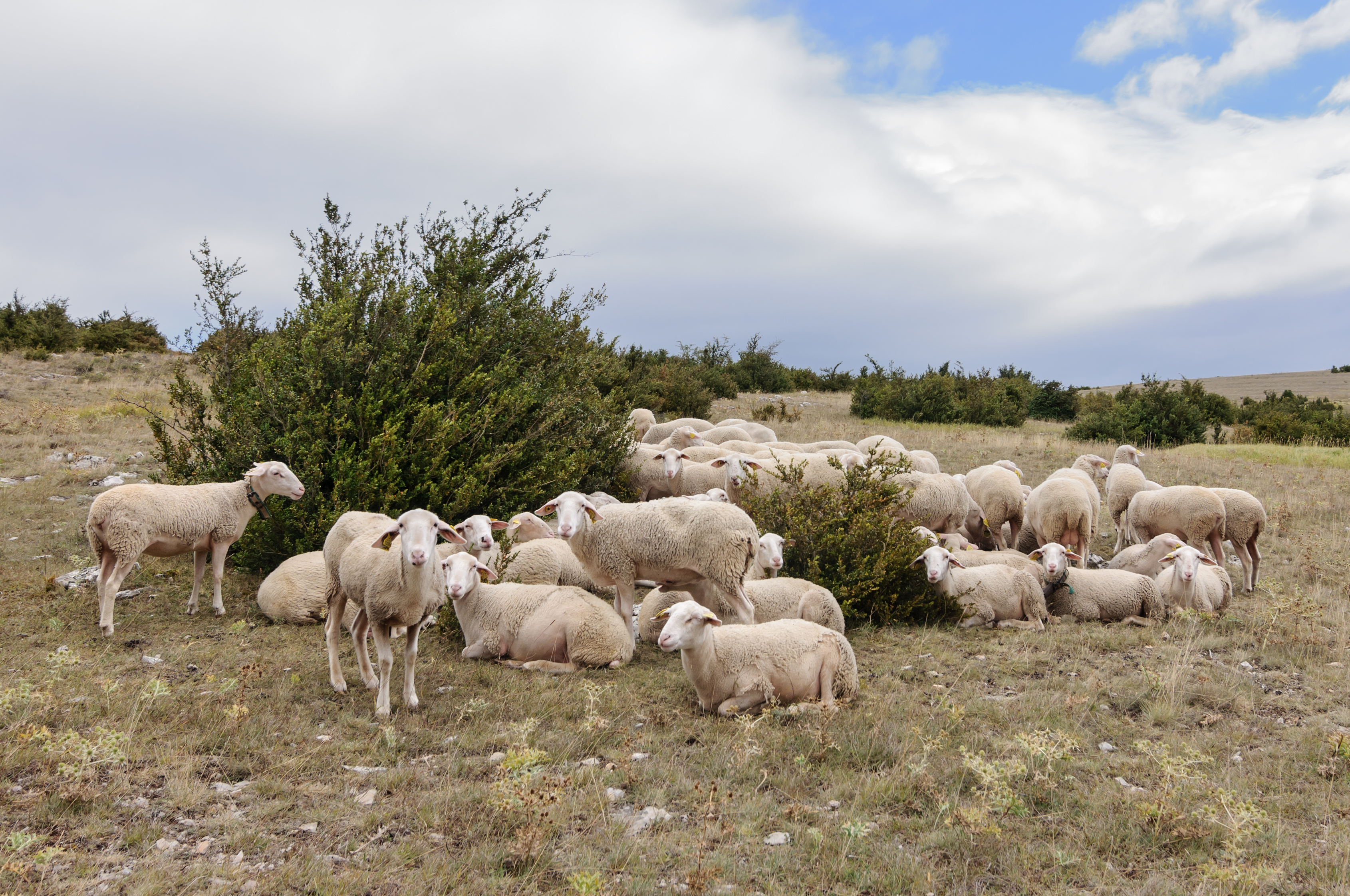
Troupeau de brebis de race Lacaune sur le causse Méjean, en Lozère

La diversité du secteur primaire reflète la variété des ensembles naturels. L'élevage est concentré essentiellement dans les régions de montagne, et principalement en Lozère, où il s'agit d'élevage, l'élevage est aujourd'hui en difficulté et le revenu brut par exploitation est inférieur de 40 % à la moyenne nationale. De cet élevage, on tire aussi une fabrication artisanale de fromages.

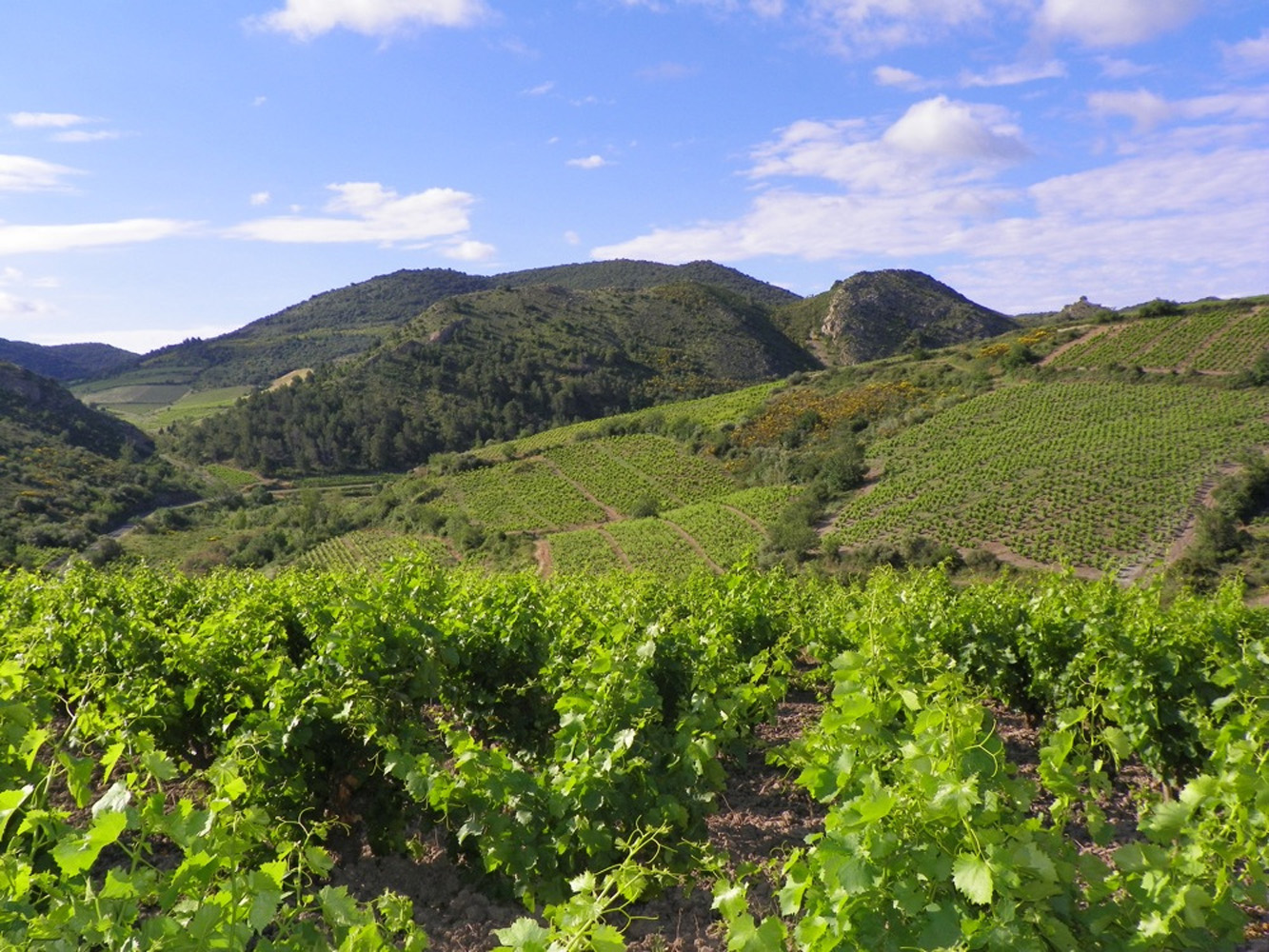
Vignoble à Villeneuve-les-Corbières

Cependant, l'essentiel de l'activité primaire de la région est ailleurs puisqu'elle est composée à 90 % par des cultures. La première de ces cultures est la vigne. Le vignoble du Languedoc-Roussillon assure la production de 22 millions d'hectolitres de vins par an soit 40 % de la production nationale, et qui est présente dans toute la région, aussi bien en Roussillon qu'en bas Languedoc. Cependant, cette viticulture est en pleine reconversion : pour échapper aux effets dramatiques de la concurrence des vins italiens, espagnols ou grecs, les viticulteurs ont entrepris de passer d'un vignoble de masse à un vignoble de qualité, et mènent une politique d'arrachage (200 000ha, avec le soutien de l'Union européenne) et de reconnaissance de vins d'appellation contrôlée (AOC).
Après la vigne, les autres cultures importantes sont les productions de fruits et légumes (2e rang national), très développées en Roussillon et au sud de Nîmes, où l'irrigation vient compenser la faiblesse des précipitations. L'oliveraie de la région possède une variété exceptionnelle avec la Lucques.
Autre secteur d'activité sur tout la littoral de la région, la pêche est une activité variée par les espèces pêchées (sardines, thons, anguilles dans les lagunes du littoral) et localement importante (Sète, premier port de pêche français sur la Méditerranée; Port-Vendres). On pratique aussi l'ostréiculture et la mytiliculture (étang de Leucate, bassin de Thau).
Le secteur primaire assure encore 10,3 % de l'emploi régional (France : 6,8 %).

## Industrie
Le secteur secondaire est au contraire sous-représenté et n'assure que 13,6 % de l'emploi régional alors qu'au niveau national il représente 22,8 %. Les activités traditionnelles que sont le textile en Lozère et à Nîmes et l'exploitation des ressources du bassin houiller d'Alès, qui fut autrefois le plus vaste du sud-ouest de la France, sont aujourd'hui en difficulté. Le passage à une métallurgie élaborée, s'appuyant sur la formation supérieure dispensée à l'école des mines d'Alès, se fait au détriment du maintien des emplois. Le secteur traditionnel de l'agroalimentaire est toujours très présent dans toute la région. Des activités industrielles plus dynamiques se développent, parallèlement à l'essor de la recherche et de l'enseignement supérieur à Montpellier. Les principales branches concernées sont l'informatique et l'industrie pharmaceutique. Les principaux pôles industriels de la région sont Montpellier, Nîmes, Alès, Béziers, Narbonne et Perpignan. Sète est le deuxième port de commerce français sur la Méditerranée, et accueille des importations de pétrole brut, raffiné ensuite à Frontignan, des bois tropicaux et du vin. Il exporte des hydrocarbures, des vins et des céréales. Enfin, dans les montagnes des Pyrénées, l'exploitation des ressources naturelles pour la production d'énergie est un facteur de renouveau pour les économies locales. Ainsi, la haute vallée de l'Aude, du Têt et du Tech sont équipées en centrales hydroélectriques et Odeillo accueille la seule centrale électrosolaire de France. Le nucléaire est également présent sur plusieurs sites : on concentre de l'uranium dans l'usine de Malvesi, près de Narbonne et à Saint-Martin-du-Bosc (Le Bosc). L'uranium était extrait et exploité à Lodève et une centrale à surgénérateur Phénix 250 est implantée à Marcoule.

## Services
Les activités tertiaires occupent incontestablement le premier plan en région Languedoc-Roussillon. Elles sont même responsables du dynamisme démographique de la région, dont le solde migratoire est positif  pour les départements littoraux et en particulier l'Hérault et les Pyrénées-Orientales. En revanche, la Lozère reste un peu à l'écart de la croissance du secteur tertiaire. Ce secteur s'appuie sur deux activités dynamiques : l'enseignement supérieur et le tourisme. Montpellier accueille plus de 60 000 étudiants dans ses trois universités  et d'autres villes comme Perpignan, Nîmes et Narbonne sont également actives dans ce domaine. Le tourisme est de loin l'activité la plus importante dans la région et fait d'elle la troisième région d'accueil en France. Elle le doit à son littoral, les activités balnéaires restant les plus prisées par les touristes. 
De nombreuses stations balnéaires ont ainsi été aménagées sur la côte, dont certaines destinées à un tourisme de masse, notamment dans le Languedoc avec Palavas-les-Flots, La Grande-Motte ou Le Cap d'Agde. Si certaines sont relativement anciennes, comme Palavas-les-Flots ou Collioure, sept d'entre elles (la Grande-Motte, Port-Camargue, Le Cap d'Agde, Gruissan, Port Leucate, Port Barcarès et Saint Cyprien) ont été créées de toutes pièces à partir des années 1960 sous l'égide de la mission interministérielle d'aménagement touristique du littoral du Languedoc-Roussillon pilotée par Pierre Racine. Cette intervention s'est accompagnée d'une vaste opération de démoustication du littoral.  
Cependant, le tourisme se développe aussi et de plus en plus dans l'arrière pays qui présente des espaces naturels préservés comme le parc national des Cévennes, le parc naturel régional du Haut-Languedoc ou encore les gorges du Tarn. Le tourisme culturel trouve aussi de nombreux sites dans la région : ville antique de Nîmes, le pont du Gard, les cités médiévales de Carcassonne et d'Aigues-Mortes, les villes de Perpignan et de Montpellier aux nombreux monuments. La réputation de la gastronomie locale soutient agréablement ce tourisme estival. Le tourisme d'hiver existe lui aussi mais il reste modeste et limité à quelques stations des Pyrénées-Orientales à Font-Romeu. Autres activités tertiaires de la région, l'armée est présente dans différents sites. Montpellier est le siège des forces du premier corps d'armée et Nîmes celui de la FAR (Force d'Action Rapide). Une base aérienne militaire est implantée à Narbonne et une base aéronavale à Nîmes.